# Фиљијаро (Комо)
Фиљијаро је насеље у Италији у округу Комо, региону Ломбардија.
Према процени из 2011. у насељу је живело 1452 становника. Насеље се налази на надморској висини од 430 м.